# Kids See Ghosts (album)
| Recensione           | Giudizio |
| -------------------- | -------- |
| AllMusic             |          |
| Entertainment Weekly | A-       |
| The Guardian         |          |
| NME                  |          |
| Pitchfork            | 7,6/10   |
| Rolling Stone        |          |

Kids See Ghosts è l'unico album in studio del duo statunitense omonimo, pubblicato l'8 giugno 2018 dalle etichette discografiche GOOD Music e Def Jam Recordings.

## Descrizione
Kids See Ghost presenta le apparizioni di Ty Dolla Sign e Louis Prima e voci non accreditate di Pusha T e Mos Def. L'album contiene la produzione di West e Kid Cudi, oltre ai frequenti collaboratori Mike Dean, Dot da Genius, Plain Pat, Andrew Dawson e Jeff Bhasker.
Si tratta del terzo dei cinque album prodotti da West in uscita nell'estate del 2018, facenti parte di un progetto che prevede la pubblicazione di un album a sette tracce ogni settimana dopo l'uscita di Daytona di Pusha T. L'album succede l'uscita di Daytona e Ye e precede l'uscita del dodicesimo album in studio di Nas e K.T.S.E. di Teyana Taylor.
Le sonorità dell'album si basano sui generi hip hop, rap rock e musica psichedelica.

## Tracce
1. Feel The Love – 2:45 (Scott Mescudi, Kanye West, Mike Dean, Evan Mast, Benjamin Levin, Terrence Thornton)
2. Fire – 2:20 (Scott Mescudi, Kanye West, André Benjamin, Evan Mast)
3. 4th Dimension – 2:33 (Scott Mescudi, Kanye West, Louis Prima, Mike Dean)
4. Freeee (Ghost Town Pt. 2) – 3:26 (Scott Mescudi, Kanye West, Tyrone Griffin Jr, Corin Littler, Jeff Bhasker, Mike Dean)
5. Reborn – 5:24 (Scott Mescudi, Kanye West, Evan Mast, Dot da Genius, Benjamin Levin)
6. Kids See Ghosts – 4:05 (Scott Mescudi, Kanye West, Yasiin Bey, Justin Vernon)
7. Cudi Montage – 3:17 (Scott Mescudi, Kanye West, Kurt Cobain, Mike Dean)

### Crediti
- Fire contiene elementi campionati da They're Coming to Take Me Away, Ha-Haaa!, scritto e interpretato da Napoleon XIV.
- 4th Dimension contiene elementi campionati da What Will Santa Claus Say (When He Finds Everybody Swingin'), scritto e interpretato da Louis Prima, e da Some Day, scritta e interpretata da Shirley Ann Lee.
- Freeee (Ghost Town Pt. 2) contiene elementi campionati da Stark, scritto e interpretato da Corin "Mr. Chop" Littler.
- Cudi Montage contiene elementi campionati da Burn The Rain, interpretata da Kurt Cobain.

## Classifiche

### Classifiche settimanali
| Classifiche (2018) | Posizione massima |
| ------------------ | ----------------- |
| Australia          | 4                 |
| Austria            | 15                |
| Belgio (Fiandre)   | 14                |
| Belgio (Vallonia)  | 41                |
| Canada             | 3                 |
| Finlandia          | 15                |
| Germania           | 33                |
| Grecia             | 35                |
| Irlanda            | 2                 |
| Italia             | 42                |
| Lettonia           | 3                 |
| Norvegia           | 3                 |
| Nuova Zelanda      | 3                 |
| Paesi Bassi        | 5                 |
| Regno Unito        | 7                 |
| Stati Uniti        | 2                 |
| Svezia             | 13                |
| Svizzera           | 12                |

### Classifiche di fine anno
| Classifica (2018) | Posizione |
| ----------------- | --------- |
| Stati Uniti       | 140       |